# Dannergraben
Der Dannergraben ist ein über eineinhalb Kilometer langer Bach im Landkreis Straubing-Bogen in Niederbayern und linker Zufluss der Menach.

## Verlauf
Vom Quellgebiet bei Rammersberg fließt er zuerst südwestlich als steiler Waldbach die Hälfte seiner Länge bis zu einer Talspinne, in der er vier Klingenzuflüsse aus anderen Richtungen aufnimmt. Dann läuft er ruhig in westlicher bis südwestlicher Richtung auf die Menach zu, in die er südlich von Stegmühl von links mündet. Der Dannergraben berührt Gebiet der Gemeinde Hunderdorf und der Stadt Bogen, auf einem Abschnitt am Oberlauf ist er Grenzbach.